# Brandon Perea
Brandon Perea (Chicago, 25 de mayo de 1995) es un actor estadounidense de cine y televisión, más conocido por su interpretación de Alfonso Sosa en la serie The OA y por su papel como Ángel Torres en el filme de ciencia ficción de Jordan Peele ¡Nop!

## Carrera
Perea, de ascendencia filipina y puertorriqueña, nació y se crio en Chicago. A los 16 años se trasladó a Los Ángeles para iniciar una carrera en el mundo del entretenimiento, inicialmente como bailarín de breakdance. En 2016 formó parte del reparto del filme Dance Camp, y el mismo año empezó a interpretar el papel de Alfonso Sosa en el seriado de drama y misterio The OA, rol que realizó hasta el año 2019, momento en que la serie fue cancelada.
En 2020 apareció en un episodio del seriado Doom Patrol, y en 2022 interpretó a Ángel Torres, uno de los personajes principales en la película de ciencia ficción y terror ¡Nop!, del director Jordan Peele.

## Filmografía
| Denotes productions that have not yet been released | Denota que la producción todavía no ha sido estrenada |

### Cine
| Año  | Título                  | Papel        | Notas |
| ---- | ----------------------- | ------------ | ----- |
| 2016 | Dance Camp              | Kenton       |       |
| 2019 | How Far                 | Will         | Corto |
| 2019 | Oh, Sorry               | Brendon      | Corto |
| 2021 | American Insurrection   | Arjay        |       |
| 2021 | Delivery                | Colin        | Corto |
| 2022 | ¡Nop!                   | Ángel Torres |       |
| 2024 | Twisters                | Boone        |       |
|      | AMP House               | Niko         |       |
|      | The Faith of Long Beach | Romy Faith   |       |

### Televisión
| Año       | Título      | Papel                 | Notas        |
| --------- | ----------- | --------------------- | ------------ |
| 2016–2019 | The OA      | Alfonso "French" Sosa | 12 episodios |
| 2020      | Doom Patrol | Dr. Jonathan Tyme     | 1 episodio   |

### Videoclips
| Año  | Canción   | Papel    | Artista(s)         |
| ---- | --------- | -------- | ------------------ |
| 2018 | "One Day" | Diego    | Logic, Ryan Tedder |
| 2021 | "Yours"   | Él mismo | Maye               |